# Klavdija Bojarskich
Klavdija Sergejevna Bojarskich (Russisch: Клавдия Сергеевна Боярских) (Verchnjaja Pysjma, 11 november 1939 - Jekaterinenburg, 12 december 2009) was een Russisch langlaufer. 

## Carrière
Bojarskich behaalde haar grootste successen in 1964 met drie gouden olympische medailles. Twee jaar later tijdens de wereldkampioenschappen won Bojarskich de wereldtitel op de 5 kilometer en de estafette en moest op de 10 kilometer genoegen nemen met de zilveren medaille. Voor de spelen van 1968 werd Bojarskich niet geselecteerd.

## Belangrijkste resultaten

### Olympische Winterspelen
| Editie | Plaats    | Resultaten               |
| ------ | --------- | ------------------------ |
| 1964   | Innsbruck | 5 km · 10 km · estafette |

### Wereldkampioenschappen langlaufen
| Jaar | Plaats    | Resultaten               |
| ---- | --------- | ------------------------ |
| 1964 | Innsbruck | 5 km · 10 km · estafette |
| 1966 | Oslo      | 5 km · 10 km · estafette |